# 末路刑警
《末路刑警》（法語：Police）是一部1985年法國浪漫新黑色犯罪劇情片，由莫里斯·皮亚拉執導，傑哈·德巴狄厄、苏菲·玛索和桑德琳·波奈兒主演，凯瑟琳·布雷亚編劇，講述了一名喜怒無常、疲憊不堪的警探在調查一個販毒集團時愛上了一名神秘女子，並捲入了一個陰暗而危險的計劃。該片在法國共有1,830,970人次观影。

## 剧情
在巴黎美丽城區，喪偶的芒然是一位憤世嫉俗而又強硬的警探，致力於搗毀突尼斯兄弟的販毒團伙。他逮捕並殘酷審問了入獄團伙之一的女友诺里娅。雖然她沒有給他任何有用的信息，但她的美麗和她的眼淚觸動了他的心。她同意和他四人一起去迪斯科舞廳。
當另一名幫派成員因刀傷住院時，诺里娅拿走了他藏身處的鑰匙。在那裡，她發現了一包錢和海洛因，遂將其偷出。剩下的幫派成員向诺里娅施加巨大壓力，但诺里娅极力否認，声称對失窃一無所知。诺里娅委身于芒然，他很高興接受她作為情人，甚至是伴侶，但表示如果她不歸還現金和毒品，她就活不了多久。
她為芒然取了包，芒然把包帶到了突尼斯人常去的酒吧。他們很高興，並承諾會幫助他作為回報。儘管他這樣做拯救了诺里娅的生命，並表達了對她的愛，但她還是離開了他。

## 演员
- 傑哈·德巴狄厄 饰 路易·樊尚·芒然
- 苏菲·玛索 饰 诺里娅
- 理查德·安科尼納（英语：Richard Anconina） 饰 朗贝尔
- 帕斯卡爾·羅卡德（法语：Pascale Rocard） 饰 玛丽·韦德雷
- 桑德琳·波奈兒 饰 莉迪
- 法蘭克·卡魯伊 饰 勒内
- 喬納森·萊娜 饰 西蒙
- 雅可·馬厄（英语：Jacques Mathou） 饰 戈捷
- 贝尔纳·菲泽利耶 饰 鼻子斷了的人
- 邦塔阿尔·默阿阿舒 饰 克洛德
- 亞納·迪戴（英语：Yann Dedet） 饰 德代
- 艾特·迪·彭吉雲（英语：Artus de Penguern） 饰 督察

## 荣誉
該片獲得1986年凯撒电影奖最佳剪輯提名，德巴狄厄獲最佳男主角提名。德巴狄厄還因飾演矛盾的芒然而獲得1985年威尼斯电影节最佳男主角獎。